# 十二軒町
十二軒町（じゅうにけんちょう）は、大阪府大阪市中央区の町名。丁番を持たない単独町名である。

## 地理
大阪市中央区の北部に位置。北は粉川町、南は安堂寺町、東は谷町五丁目、西は神崎町にそれぞれ接する。

## 歴史

### 地名の由来
江戸時代前期、徳川家康が幕府を開いた際、「大坂町中並村々絵図」によればこの地は金奉行手代八人および蔵奉行十二人の屋敷であったとされ、1873年（明治6年）11月17日の政府の地租改正条例によって、この十二軒町屋敷と谷町5丁目地尻の一部を「十二軒町」として編成した。

## 世帯数と人口
2019年（平成31年）3月31日現在の世帯数と人口は以下の通りである。
| 町丁     | 世帯数  | 人口  |
| -------- | ------- | ----- |
| 十二軒町 | 490世帯 | 807人 |

### 人口の変遷
国勢調査による人口の推移。
| 1995年（平成7年）  | 552人 | [ 5 ] |  |
| 2000年（平成12年） | 554人 | [ 6 ] |  |
| 2005年（平成17年） | 693人 | [ 7 ] |  |
| 2010年（平成22年） | 792人 | [ 8 ] |  |
| 2015年（平成27年） | 825人 | [ 9 ] |  |

### 世帯数の変遷
国勢調査による世帯数の推移。
| 1995年（平成7年）  | 271世帯 | [ 5 ] |  |
| 2000年（平成12年） | 287世帯 | [ 6 ] |  |
| 2005年（平成17年） | 387世帯 | [ 7 ] |  |
| 2010年（平成22年） | 482世帯 | [ 8 ] |  |
| 2015年（平成27年） | 495世帯 | [ 9 ] |  |

## 事業所
2016年（平成28年）現在の経済センサス調査による事業所数と従業員数は以下の通りである。
| 町丁     | 事業所数 | 従業員数 |
| -------- | -------- | -------- |
| 十二軒町 | 30事業所 | 632人    |

## 施設
- マンダム
- UHA味覚糖

## 交通

### 鉄道
- 最寄り駅はOsaka Metroの谷町六丁目駅。

## その他

### 日本郵便
- 〒540-0015[3]（集配局：大阪東郵便局[11]）